# Condat-sur-Vienne
Pour les articles homonymes, voir Condat.
Condat-sur-Vienne (Condat, en occitan) est une commune française située dans le département de la Haute-Vienne en région Nouvelle-Aquitaine.
Ses habitants sont appelés les Condatois.
Commune initialement rurale, elle devient progressivement banlieue résidentielle de Limoges, à travers la construction ou l'extension de nombreux lotissements (la Sapinière, les Hauts-de-Condat, etc.) qui partant de Limoges et de Isle, s'étendent jusqu'à Chambon, sur les hauteurs de Solignac.
L'agriculture condatoise repose en grande partie sur l'élevage à viande (vaches limousines, agneau baronné du Limousin), à l'instar de la majeure partie du Limousin. Des horticulteurs et maraîchers se sont cependant développés dans les années 2010, en particulier dans les zones de Veyrinas et du grand pré.

## Géographie
C'est une ville de l'agglomération de Limoges, sur la Vienne. Elle est également bordée par la Briance (qui tire son nom de ses eaux aurifères).

### Communes limitrophes
Condat-sur-Vienne est limitrophe de cinq autres communes.
Les communes limitrophes sont  Bosmie-l'Aiguille, Isle, Jourgnac, Limoges et Solignac.
| Isle              | Limoges           |          |
|                   | Condat-sur-Vienne | Solignac |
| Bosmie-l'Aiguille | Jourgnac          |          |

### Voies de communication et transports
Cette ville est desservie par la ligne STCL 12.

### Climat
Pour des articles plus généraux, voir Climat de la Nouvelle-Aquitaine et Climat de la Haute-Vienne.
Historiquement, la commune est exposée à un climat océanique limousin.  
En 2020, Météo-France publie une typologie des climats de la France métropolitaine dans laquelle la commune est exposée à un climat océanique altéré et est dans la région climatique  Ouest et nord-ouest du Massif Central, caractérisée par une pluviométrie annuelle de 900 à 1 500 mm, maximale en automne et en hiver.
Pour la période 1971-2000, la température annuelle moyenne est de 11,5 °C, avec une amplitude thermique annuelle de 15 °C. Le cumul annuel moyen de précipitations est de 1 034 mm, avec 13,5 jours de précipitations en janvier et 7,8 jours en juillet. Pour la période 1991-2020, la température moyenne annuelle observée sur la station météorologique la plus proche, située sur la commune de Limoges à 6,38 km à vol d'oiseau, est de 11,8 °C et le cumul annuel moyen de précipitations est de 1 018,0 mm,. Pour l'avenir, les paramètres climatiques de la commune estimés pour 2050 selon différents scénarios d’émission de gaz à effet de serre sont consultables sur un site dédié publié par Météo-France en novembre 2022.

## Urbanisme

### Typologie
Au 1er janvier 2024, Condat-sur-Vienne est catégorisée ceinture urbaine, selon la nouvelle grille communale de densité à sept niveaux définie par l'Insee en 2022.
Elle appartient à l'unité urbaine de Limoges, une agglomération intra-départementale regroupant dix  communes, dont elle est une commune de la banlieue,,. Par ailleurs la commune fait partie de l'aire d'attraction de Limoges, dont elle est une commune de la couronne,. Cette aire, qui regroupe 127 communes, est catégorisée dans les aires de 200 000 à moins de 700 000 habitants,.

### Occupation des sols
L'occupation des sols de la commune, telle qu'elle ressort de la base de données européenne d’occupation biophysique des sols Corine Land Cover (CLC), est marquée par l'importance des territoires agricoles (58,1 % en 2018), en diminution par rapport à 1990 (62,4 %). La répartition détaillée en 2018 est la suivante : 
prairies (31 %), zones agricoles hétérogènes (25,3 %), zones urbanisées (20 %), forêts (14 %), espaces verts artificialisés, non agricoles (2,7 %), mines, décharges et chantiers (2,2 %), zones industrielles ou commerciales et réseaux de communication (1,8 %), terres arables (1,8 %), eaux continentales (1,1 %). L'évolution de l’occupation des sols de la commune et de ses infrastructures peut être observée sur les différentes représentations cartographiques du territoire : la carte de Cassini (XVIIIe siècle), la carte d'état-major (1820-1866) et les cartes ou photos aériennes de l'IGN pour la période actuelle (1950 à aujourd'hui).

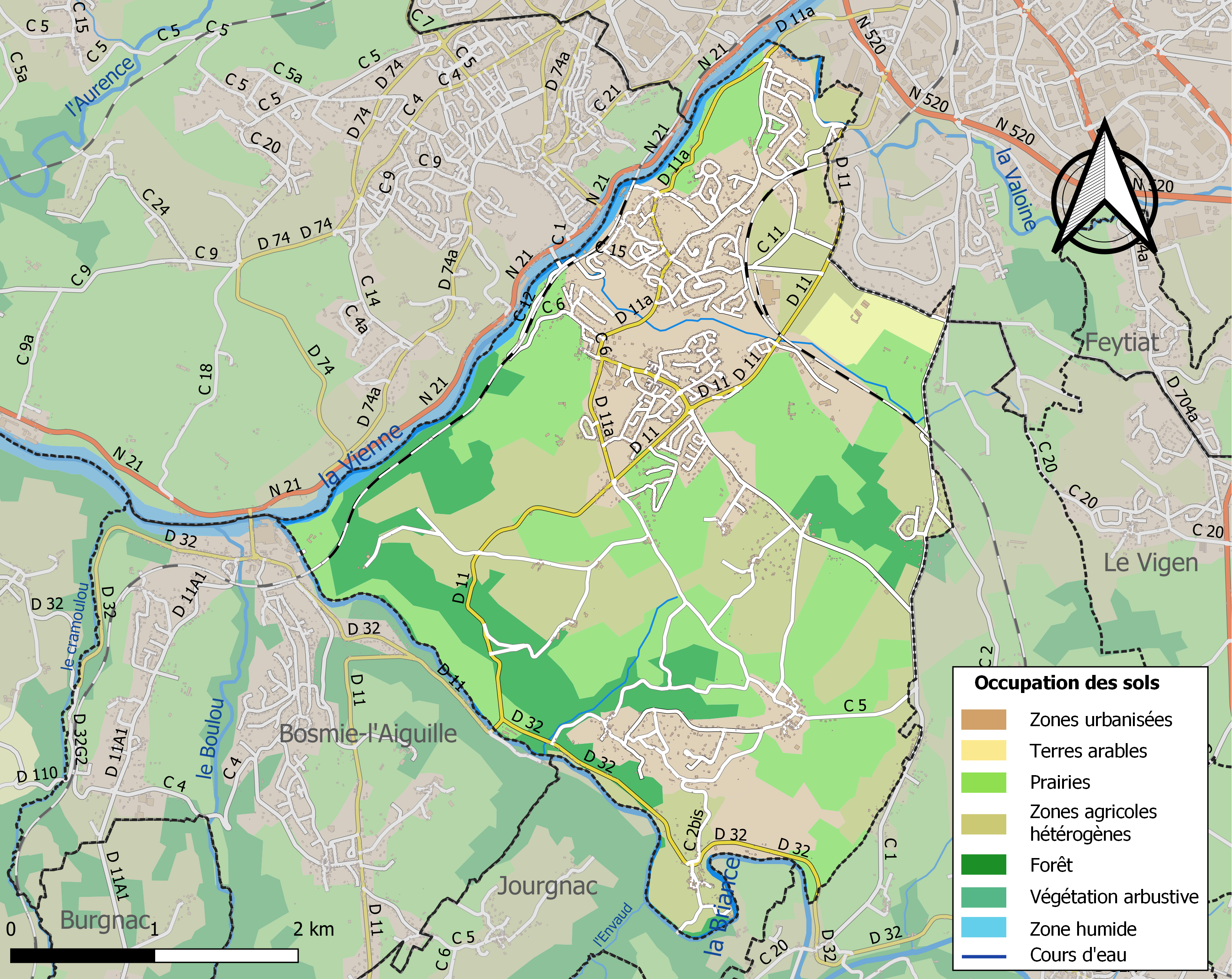
Carte des infrastructures et de l'occupation des sols de la commune en 2018 (CLC).

### Risques majeurs
Le territoire de la commune de Condat-sur-Vienne est vulnérable à différents aléas naturels : météorologiques (tempête, orage, neige, grand froid, canicule ou sécheresse), inondations et séisme (sismicité faible). Il est également exposé à un risque technologique, la rupture d'un barrage, et à un risque particulier : le risque de radon. Un site publié par le BRGM permet d'évaluer simplement et rapidement les risques d'un bien localisé soit par son adresse soit par le numéro de sa parcelle.

#### Risques naturels
Certaines parties du territoire communal sont susceptibles d’être affectées par le risque d’inondation par débordement de cours d'eau, notamment la Vienne, la Valoine et la Briance. La commune a été reconnue en état de catastrophe naturelle au titre des dommages causés par les inondations et coulées de boue survenues en 1982, 1988, 1993 et 1999,. Le risque inondation est pris en compte dans l'aménagement du territoire de la commune par le biais des plans de prévention des risques inondation (PPRI) « Briance aval », approuvé le 13 janvier 1999, « Vienne du Palais à beynac », approuvé le 18 mai 2005 et « Valoine », approuvé le 23 janvier 2009.

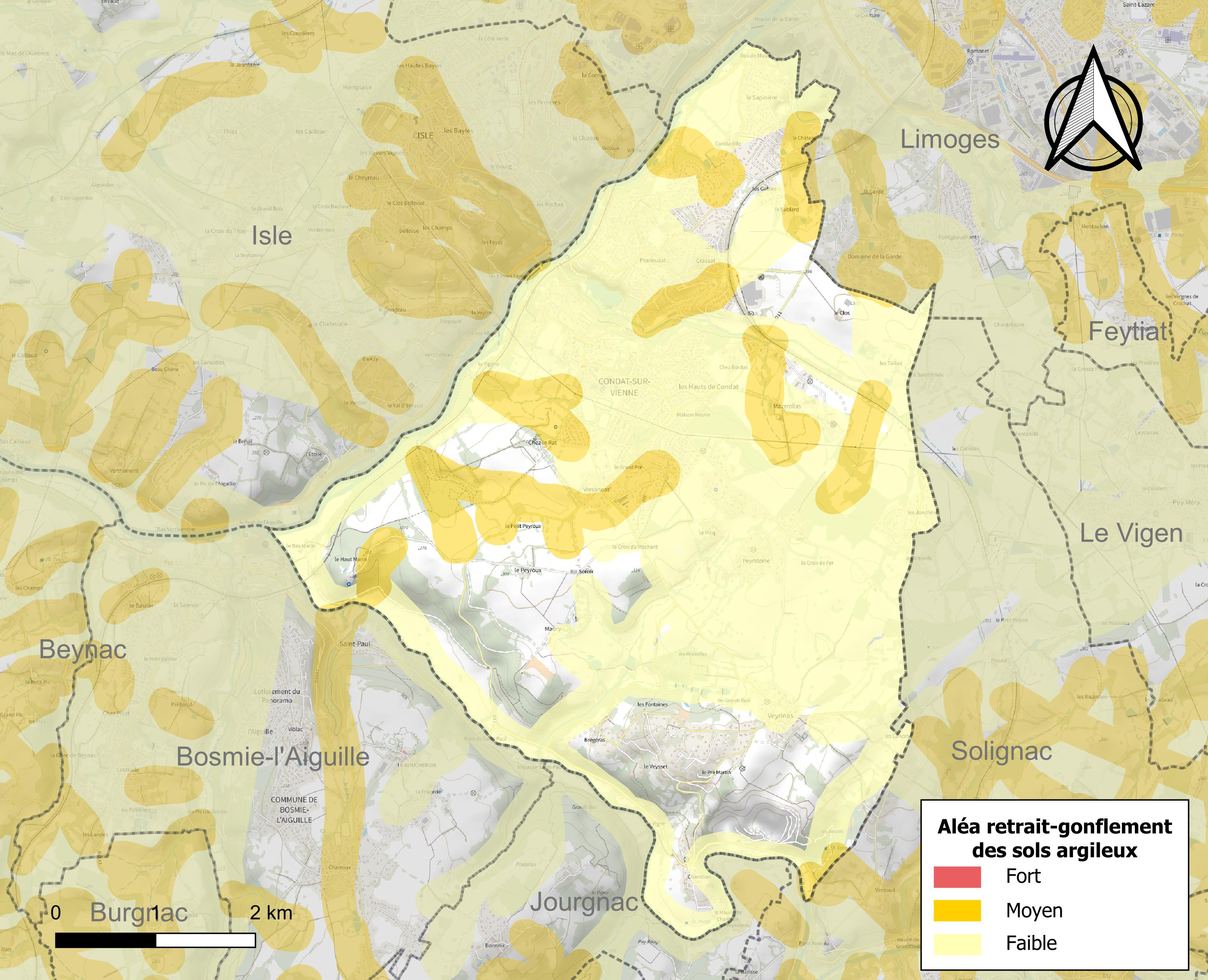
Carte des zones d'aléa retrait-gonflement des sols argileux de Condat-sur-Vienne.

Le retrait-gonflement des sols argileux est susceptible d'engendrer des dommages importants aux bâtiments en cas d’alternance de périodes de sécheresse et de pluie. 16,3 % de la superficie communale est en aléa moyen ou fort (27 % au niveau départemental et 48,5 % au niveau national métropolitain). Depuis le 1er octobre 2020, en application de la loi ÉLAN, différentes contraintes s'imposent aux vendeurs, maîtres d'ouvrages ou constructeurs de biens situés dans une zone classée en aléa moyen ou fort,.
La commune a été reconnue en état de catastrophe naturelle au titre des dommages causés par la sécheresse en 2019 et par des mouvements de terrain en 1999.

#### Risque technologique
La commune est en outre située en aval des barrages de Lavaud-Gelade, dans la Creuse, de Saint-Marc et de Vassivière, des ouvrages de classe A. À ce titre elle est susceptible d’être touchée par l’onde de submersion consécutive à la rupture de cet ouvrage.

#### Risque particulier
Dans plusieurs parties du territoire national, le radon, accumulé dans certains logements ou autres locaux, peut constituer une source significative d’exposition de la population aux rayonnements ionisants. Selon la classification de 2018, la commune de Condat-sur-Vienne est classée en zone 3, à savoir zone à potentiel radon significatif.

## Histoire
"Condat" tire ses origines du mot latin d'origine gauloise "Condate" désignant la confluence de deux cours d'eau. En effet, la commune se situe à la confluence de la Briance et de la Vienne).
Le mot "condate" dérive de l'indo-européen *kom, « avec », et *da, « fluide », « rivière ». On le retrouve dans le nom du Danube, du Dniestr ou du Don.

## Politique et administration

### Liste des maires
| Période                                  | Période       | Identité               | Étiquette   | Qualité |
| ---------------------------------------- | ------------- | ---------------------- | ----------- | --- |
| 1848                                     | 1851          | Alfred Fournier        |             | |
|                                          |               |                        |             | |
| octobre 1947                             | novembre 1954 | Jean Coquillaud        |             | |
| novembre 1954                            | mars 1983     | Adrien Dugény          | PS          | Commerçant |
| mars 1983                                | mars 2001     | Jean-Claude Guillaumie | PS          | Chef d'entreprise Conseiller régional du Limousin (? → 2004) 10e vice-président du conseil régional du Limousin [Quand ?]                |
| mars 2001                                | juin 2020     | Bruno Genest           | PS puis DVG | Cadre supérieur 1er vice-président de Limoges Métropole (2014 → 2020 )                                                                   |
| juin 2020                                | En cours      | Emilie Rabeteau        | PS          | ingénieure Energie Climat PNR Périgord Limousin vice-présidente de Limoges Métropole (2020 → ) suppléante du député Stéphane Delautrette |
| Les données manquantes sont à compléter. |               |                        |             | |

## Démographie
L'évolution du nombre d'habitants est connue à travers les recensements de la population effectués dans la commune depuis 1793. Pour les communes de moins de 10 000 habitants, une enquête de recensement portant sur toute la population est réalisée tous les cinq ans, les populations de référence des années intermédiaires étant quant à elles estimées par interpolation ou extrapolation. Pour la commune, le premier recensement exhaustif entrant dans le cadre du nouveau dispositif a été réalisé en 2005.

En 2022, la commune comptait 5 208 habitants, en évolution de +1,68 % par rapport à 2016 (Haute-Vienne : −0,68 %, France hors Mayotte : +2,11 %).
| 1793 | 1800 | 1806 | 1821 | 1831 | 1836 | 1841 | 1846  | 1851  |
| ---- | ---- | ---- | ---- | ---- | ---- | ---- | ----- | ----- |
| 603  | 709  | 761  | 783  | 817  | 995  | 990  | 1 011 | 1 058 |

| 1856  | 1861  | 1866  | 1872  | 1876  | 1881  | 1886  | 1891  | 1896  |
| ----- | ----- | ----- | ----- | ----- | ----- | ----- | ----- | ----- |
| 1 037 | 1 039 | 1 041 | 1 105 | 1 185 | 1 176 | 1 307 | 1 226 | 1 236 |

| 1901  | 1906  | 1911  | 1921  | 1926  | 1931  | 1936  | 1946  | 1954  |
| ----- | ----- | ----- | ----- | ----- | ----- | ----- | ----- | ----- |
| 1 267 | 1 212 | 1 225 | 1 138 | 1 174 | 1 140 | 1 118 | 1 169 | 1 211 |

| 1962  | 1968  | 1975  | 1982  | 1990  | 1999  | 2005  | 2006  | 2010  |
| ----- | ----- | ----- | ----- | ----- | ----- | ----- | ----- | ----- |
| 1 198 | 1 458 | 2 108 | 3 509 | 4 090 | 4 249 | 4 431 | 4 544 | 4 692 |

| 2015  | 2020  | 2022  | - | - | - | - | - | - |
| ----- | ----- | ----- | - | - | - | - | - | - |
| 5 088 | 5 117 | 5 208 | - | - | - | - | - | - |

## Lieux et monuments
- Pont au-dessus de la Vienne[31] constitué de quatre arches et construit en 1832.
- Église Saint-Martin. Elle est inscrite à l'Inventaire général du patrimoine culturel[32].
- La croix du Méchant.

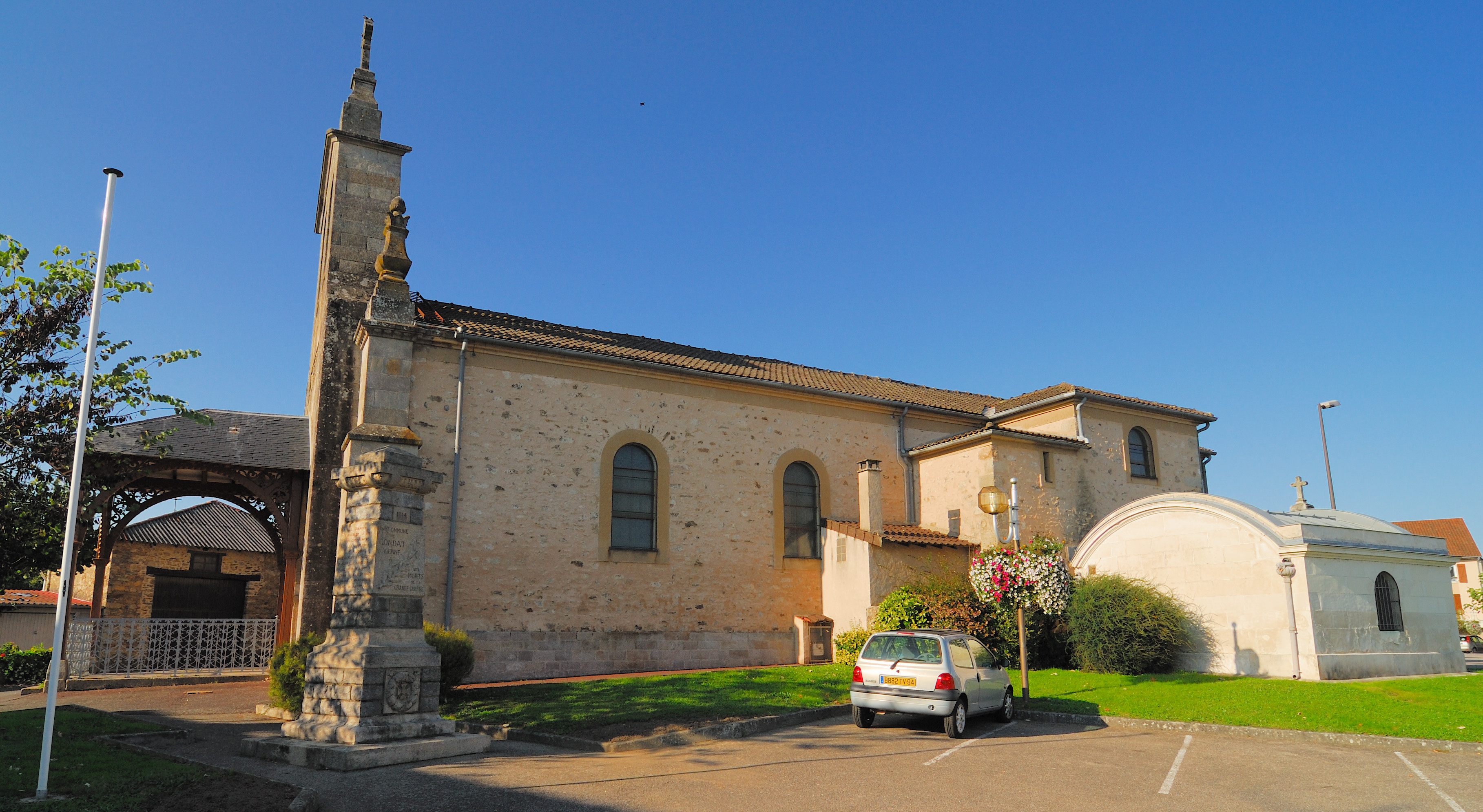
Église Saint-Martin de Condat avec, sur le côté à droite, la chapelle funéraire de Paulin Talabot.
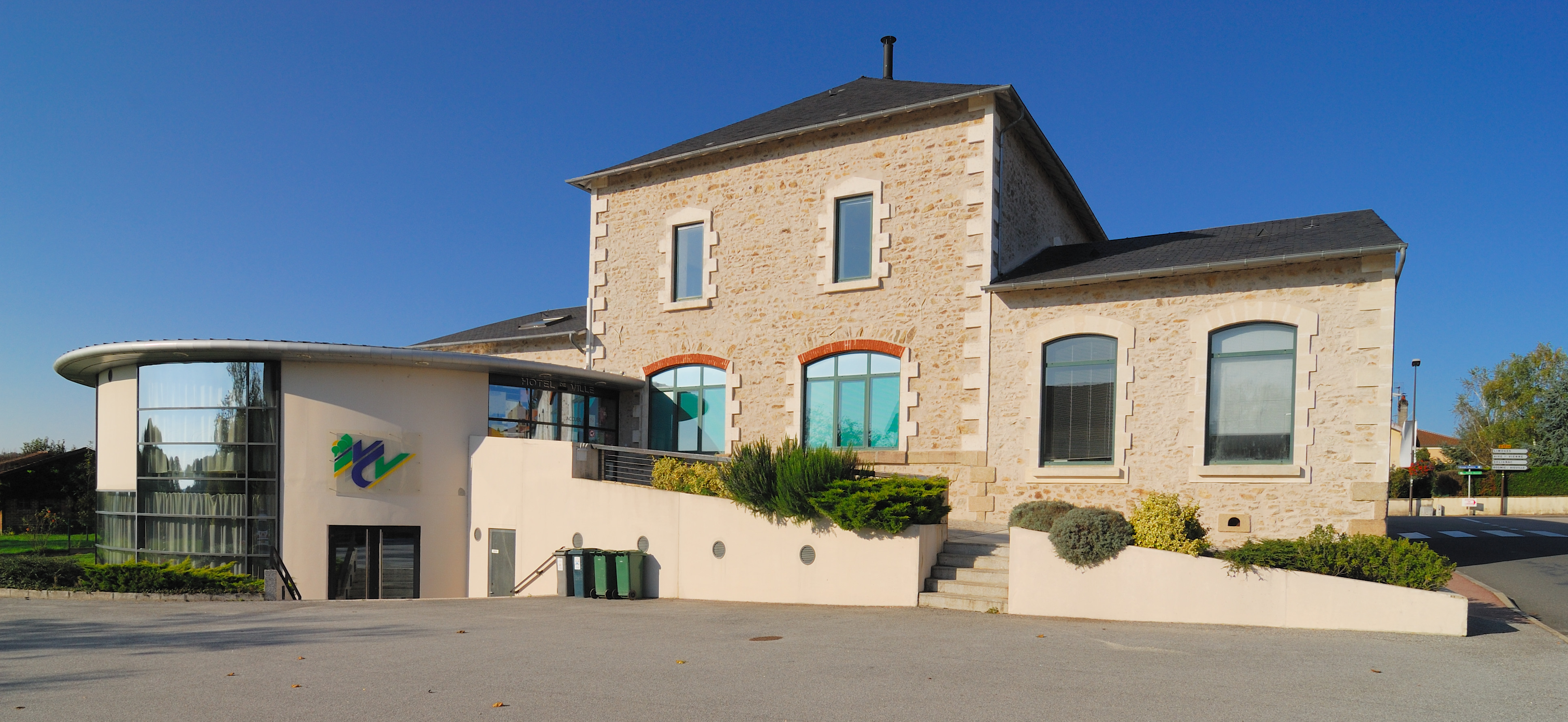
Mairie de Condat vue de l'arrière.
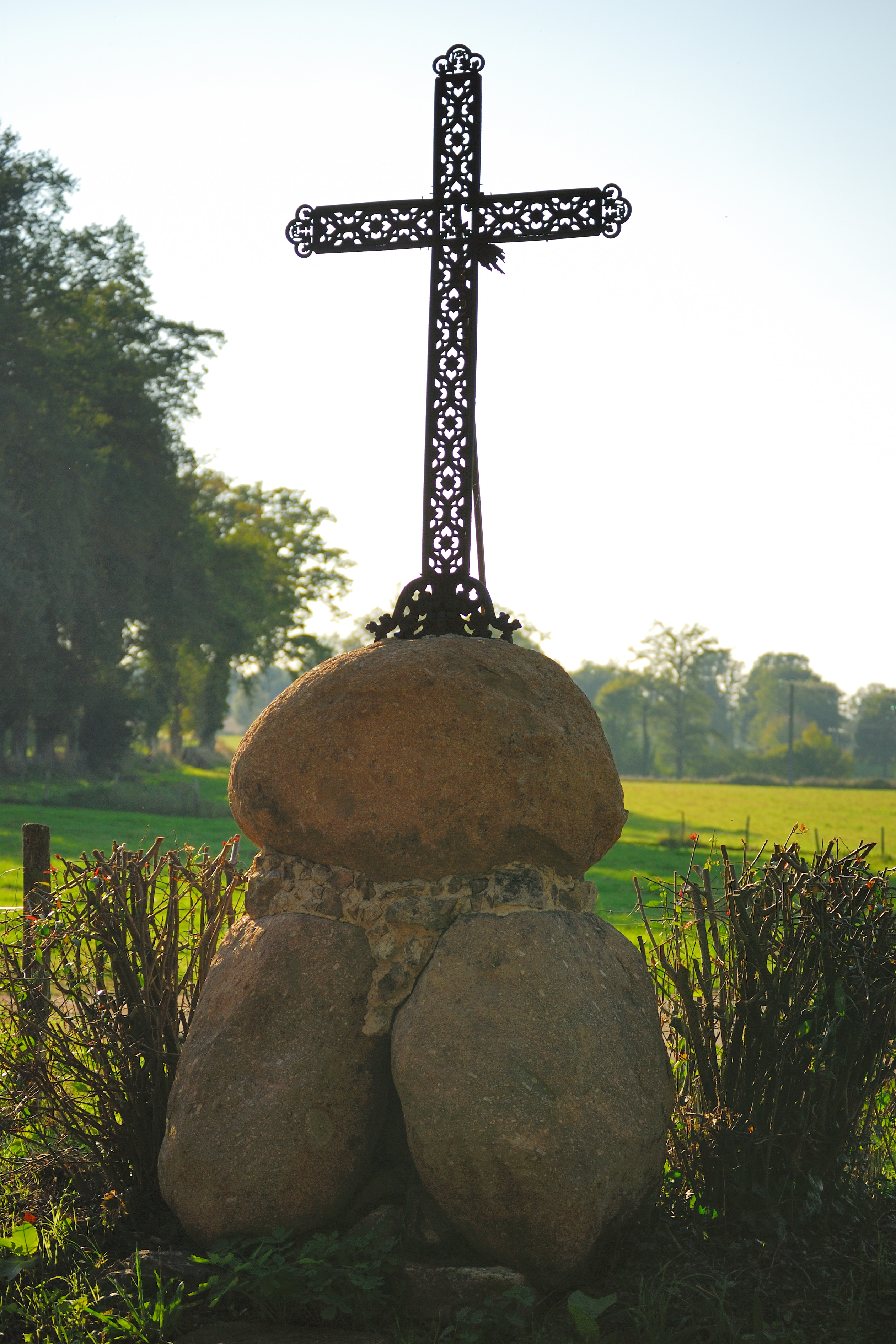
La croix du Méchant.

## Personnalités liées à la commune
- Paulin Talabot[33] (1799-1885), né à Limoges, mort à Paris. Polytechnicien (promotion 1819), corps des ponts et chaussées. Il a contribué au développement du chemin de fer en France, en particulier dans le Sud-Est. On peut lire dans les archives de l'école polytechnique : « Une compagnie financière le choisit pour améliorer le canal Beaucaire - Aigues-Mortes (1829-34). Au cours de voyages en Angleterre, il se lie avec Stephenson et pressent comme lui l'importance du chemin de fer. Constructeur des premières lignes dans le Sud-Est de la France, il étudie la jonction de la Méditerranée à la mer Rouge (1844-1847), forme la Compagnie Lyon-Méditerranée et s'emploie par des fusions à former la Compagnie Paris-Lyon-Méditerranée, dont il devient le directeur général (1862-82). En Algérie, il réalise des projets de chemins de fer et de transports maritimes, et d'exploitations minières. Il participa également au développement des chemins de fer italiens et autrichiens. » Bienfaiteur de la commune, une plaque lui rend hommage dans l'église de Condat qui lui doit son inauguration à la fin du XIXe siècle. Il repose dans une chapelle qui jouxte l'église.
- Guillaume Dupuytren (1777-1835), anatomiste et chirurgien, né à Pierre-Buffière (à une quinzaine de kilomètres au sud-est de Limoges), il passa son enfance jusqu'à l'âge de douze ans à Condat.
- Charles Giroux (1861-1940), graveur d'interprétation et aquafortiste, né à Limoges il est le fils de Pierre Giroux, né à Condat.

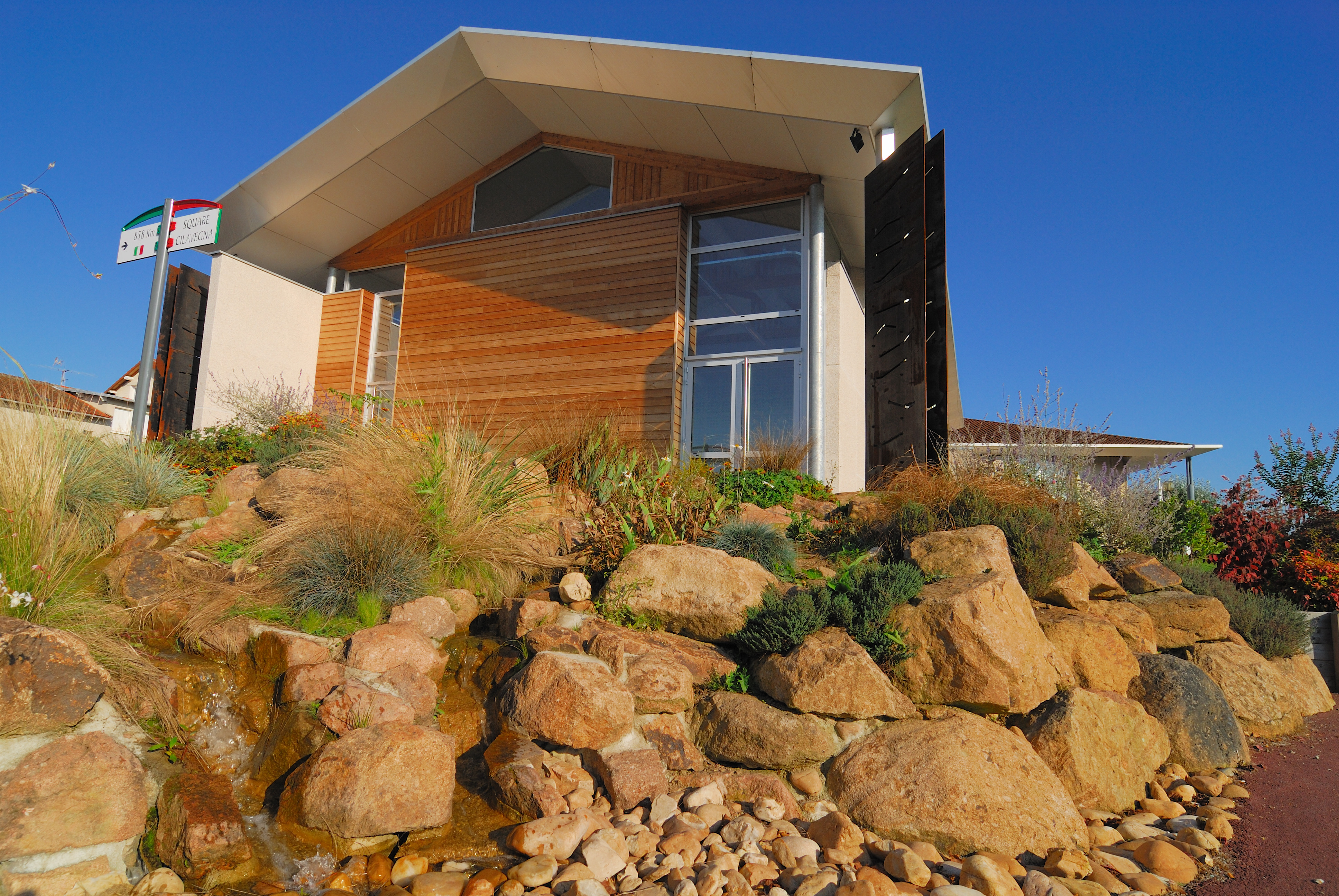
Espace Confluence - salle des fêtes de Condat.

- Pierre Parot (1894-?), créateur de vitraux et pédagogue, naquit à Poulouzat, village de la commune de Condat. Ses œuvres illuminent de très nombreuses églises, cathédrales, monuments historiques ou publics en France et à l'étranger. Quelques-uns de ses vitraux sont exposés à l'espace Confluences, à Condat. D'autres sont visibles à Limoges au Sacré-Cœur, à la gare des Bénédictins et à la Maison du Peuple.
- Robert Job (1907-1995), résistant et militaire français et une des personnalités principales de l'Œuvre de secours aux enfants (OSE), il dirigea en 1942 la maison d'enfants de Poulouzat à Condat.

## Jumelages
- Cilavegna (Italie), voir aussi Cilavegna (it).
- Forstfeld (France) depuis 1973.

## Pour approfondir